# Dicerma
Dicerma là một chi thực vật có hoa trong họ Đậu.